# گندمی (گل)
گیاه گندمی (نام علمی: Chlorophytum comosum) یا عنکبوتی، جزء گیاهان پایا می‌باشد. این گیاه، تک لپه بوده و بومی مناطق استوایی و جنوب آفریقا است ولی امروزه در سراسر جهان پرورش پیدا می‌کند. به این گیاه سجافی، سبزگیا و کلروفیتوم نیز گفته می‌شود. گندمی در دو نوع سبز و ابلق وجود دارد.

## رشد
این گیاه خیلی زود پا می‌گیرد، خیلی سریع برگ تازه داده و حتی گل هم می‌دهد. گل‌های گیاه، سفید رنگ و کوچک است و در فصل بهار، روی استولون‌ها تشکیل می‌شود. ریشه‌های گندمی دستکی هستند. برای رشد مطلوب، گیاه نیازمند نور مناسب، و آبیاری به اندازه و به موقع است. جهت تقویت و رشد بهتر گیاه می‌توان از کودهای تقویتی، به خصوص در فصل رشد، یعنی بهار و تابستان استفاده نمود.

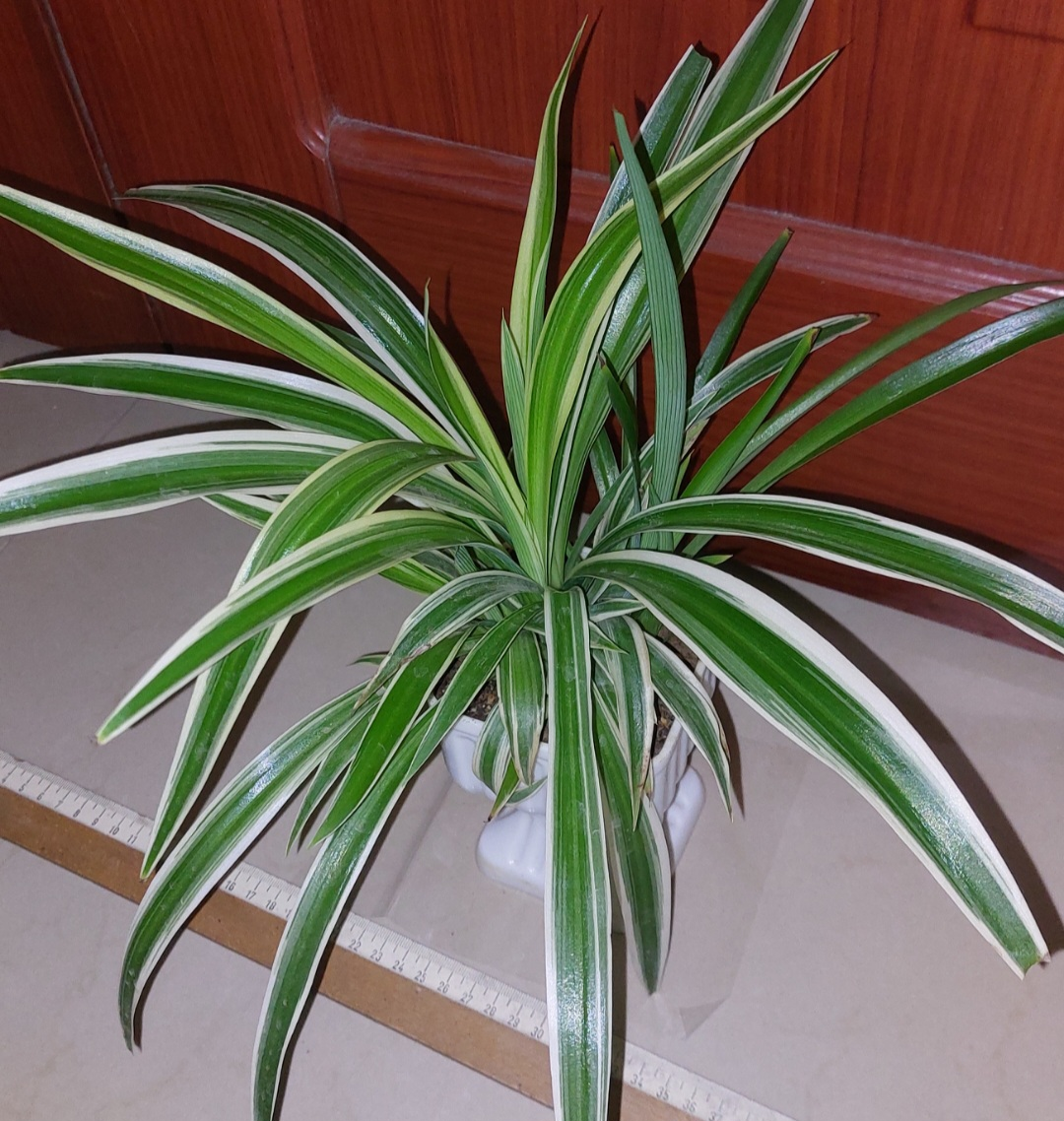
گیاه گندمی یا سجافی

## تصفیه هوا
این گیاه یکی از محبوب‌ترین گیاهان خانگی است و یکی از بهترین تصفیه‌کننده‌های هوا نیز به‌شمار می‌رود. گندمی مدام با آلودگی‌های موجود در هوا نظیر بنزن، مونوکسید کربن و زایلین (که در چرم، مواد لاستیکی و چاپی وجود دارد) مبارزه می‌کند.

## زایش
گندمی را می‌توان به راحتی تکثیر کرد. گیاه مادری، ساقه‌های دراز و رونده‌ای (استولون) تولید می‌کند که دسته‌های کوچک برگ (گیاهچه) در انتهای آن تشکیل می‌شود. این گیاهچه‌های کوچک می‌توانند با قرار گرفتن در مجاورت خاک ریشه بدهند. یا در آب قرار بگیرند و پس از ظهور ریشه‌ها، در خاک کاشته شوند. برای اینکه موفقیت عمل تکثیر بیشتر شود، گیاهچه را روی سطح خاک، در یک گلدان حاوی کمپوست گلدانی با پایه پیت، بخوابانید و به آرامی فشار دهید. زمانی که ریشه دهی به اندازه کافی انجام شد و گیاه توسعه یافت، می‌توانید ارتباط ساقه را با پایه مادری، قطع کنید تا گیاه جدید مستقل شود. بهترین زمان تکثیر، فصل بهار و تابستان است و گیاهچه‌ها باید در دمای ۱۸ تا ۲۰ درجه سانتیگراد و نور مناسب ولی دور از تابش مستقیم خورشید نگهداری شوند. نور عامل مهمی در تکثیر موفق گیاه است. چرا که اگر نور کافی نباشد، گیاهچه دچار پوسیدگی شده و از بین می‌رود.